# 라파엘레 아도르노
라파엘레 아도르노(이탈리아어: Raffaele Adorno, 1375년 - 1458년 7월)는 29대 제노바 공화국의 도제이다.

## 생애
- Buonadonna, Sergio; Mario Mercenaro (2007년).  De Ferrari Editori, 편집. 《Rosso doge. I dogi della Repubblica di Genova dal 1339 al 1797》. 제노바.

| 전임 톰마소 디 캄포프레고소 | 제노바 공화국의 도제 1443년 1월 28일 - 1447년 1월 4일 | 후임 바르나바 아도르노 |